# S.A.W. Szkolna Agencja Wywiadowcza
S.A.W. Szkolna Agencja Wywiadowcza (ang. M.I.High, 2007-2014) – brytyjski serial fabularny, opowiadający o przygodach uczniów, agentów.
Serial jest piątym serialem fabularnym na kanale Cartoon Network, a premierowy odcinek serialu został wyemitowany 7 kwietnia 2009 roku. Od 5 maja 2014 roku serial pojawił się na kanale teleTOON+ z nowym dubbingiem i pod oryginalną nazwą - M.I.High.

## Fabuła
W XXI wieku Ziemię czekają zagrożenia, którym szpiedzy szkoleni dawnymi metodami nie zawsze potrafią stawić czoła. Na szczęście agencja wywiadowcza MI-9 rozpoczęła trening nowych agentów, a centrum szkoleniowe ukryto w... piwnicy liceum Saint Hope. To tam troje super uzdolnionych licealistów, pracujących dla brytyjskiego rządu pod kontrolą byłego agenta MI-9 Lenny’ego, otrzymuje kolejne zadania, które mają na celu unieszkodliwienie grupy chcących przejąć władzę nad światem kryminalistów. Agentami są posiadacz czarnego pasa w karate Blane Whittaker, potrafiąca wtopić się w każde towarzystwo Daisy Millar i uzdolniona technicznie Rose Gupta. Mają oni też inne ważne zadanie – muszą utrzymać swoją działalność w tajemnicy przed innymi uczniami.

## Produkcja
Pierwsza seria serialu była filmowana w Eastbury Comprehensive School (Dawson Road site), druga w Christchurch School w Finchley – Północnym Londynie, trzecia w starej katolickiej szkole Blessed John Roche dla chłopców – we wschodnim Londynie czwarta zaś w Brit School, w Selhurs – Croydon. Obecnie piąta seria jest nagrywana w Selhurst School, lecz po piątej serii znowu zmieni się lokacja.

## Płyty DVD
Pierwsza seria serialu została podzielona na dwie płyty po pięć odcinków. Pierwsza część została wydana 21 stycznia 2008 w Wielkiej Brytanii, zaś druga część 31 marca 2008. W pierwszej części serii 1 wydanej na DVD oprócz pierwszych pięciu odcinków znajdują się także akta bohaterów serialu, które zostały wyemitowane także na CBBC Extra oraz na polskim Cartoon Network. Na razie brak informacji o tym, by serial ukazał się na płytach DVD również w Polsce.

## Bohaterowie
- Blane Whittaker (1 i 2 sezon)
- Daisy Millar (1 i 2 sezon)
- Rose Gupta (1-5 sezon)
- Carrie Stewart (3-5 sezon)
- Oscar Cole (3-5 sezon)
- Aneisha Jones (6 i 7 sezon)
- Dan Morgan (6 i 7 sezon)
- Tom Tupper (6 i 7 sezon)
- Zoe (6 sezon)
- Keri Summers (7 sezon)

## Obsada
- Rachel Petladwala – Rose Gupta (I, II, III, IV oraz V seria)
- Moustafa Palazli – Blane Whittaker (I i II seria)
- Bel Powley – Daisy Millar (I i II seria)
- Danny John-Jules – Lenny Bicknall (I i II seria)
- Kerry Shale – Wielki Mistrz (głos w I serii)
- Julian Bleach – Wielki Mistrz (II i III seria)
- Jonny Freeman – Frank London (III, IV, oraz V seria)
- Ben Kerfoot – Oscar Cole (III, IV oraz V seria)
- Charlene Osuagwu – Carrie Stewart (III, IV oraz V seria)

## Wersja polska

### Pierwsza wersja
Wersja polska: Studio Genetix Film Factory

Dialogi polskie: Dorota Filipek-Załęska

Reżyseria: Agnieszka Matysiak

Dźwięk: Zdzisław Zieliński

Kierownictwo produkcji: Agnieszka Sokół, Róża Zielińska

Udział wzięli:
- Jarosław Boberek – Lenny
- Filip Kowalczyk – Blane
- Zuzanna Adamczyk – Rose
- Zuzanna Galia – Daisy
- Andrzej Arciszewski – Wielki Mistrz
- Magdalena Smalara – pani Tempeleman
- Anna Pietrzak - Kayleigh
- Anna Szymańczyk - Letitia
- Wojciech Machnicki – premier (odc. 1, 5, 23),
- Anna Chitro
  - Świnka Morska (odc. 1),
  - Vanessa (odc. 8),
- Marek Molak – Garry (odc. 2),
- Adam Pluciński – Darran (odc. 2),
- Miłogost Reczek – Tony Frisco (odc. 2),
- Mirosław Wieprzewski
- Janusz Zadura – Kyle (odc. 5)
- Kajetan Lewandowski – Chad (odc. 6)
- Franciszek Rudziński
- Dariusz Dobkowski
- Paulina Kwiatkowska
- Krzysztof Dracz
- Joanna Pach – Leah Strzmi (odc. 11)
- Wojciech Paszkowski – David DeHaverland (odc. 11)
- Marek Frąckowiak – Abe Mason (odc. 11)
- Jarosław Domin – Quentin (odc. 12)
- Tomasz Steciuk
  - Lorenzo Ferrago (odc. 13)
  - Gesungheit (odc. 17)
- Mateusz Narloch - Lewis Chuckworth (odc. 15, 19),
- Jolanta Wilk - Mary Taylor (odc. 16)
- Andrzej Gawroński – pan Bleaze (odc. 16)
- Marcin Przybylski
- Tomasz Błasiak
- Andrzej Chudy
- Modest Ruciński – Charlie Darwin (odc. 22)
- Karol Wróblewski
- Zbigniew Suszyński – Ojciec Daisy (odc. 23)
- Mieczysław Morański – Von Quark (odc. 23)
- Urszula Zawadzka

Lektor: Piotr Makowski

### Druga wersja
Opracowanie i udźwiękowienie wersji polskiej: na zlecenie teleTOON+ (odc. 1-23) / platformy nc+ (odc. 24-88) – Studio Sonica

Reżyseria: Leszek Zduń

Dialogi:
- Joanna Krejzler (odc. 1-6, 20-21, 24-25, 74, 80),
- Joanna Kuryłko (odc. 7-12, 22-23, 26-34, 39-40, 50-54, 59-63, 67-70, 75, 81, 83, 85, 87-88),
- Jan Chojnacki (odc. 13-19),
- Marek Krejzler (odc. 35-38, 41-49, 55-58, 64-66, 71-73, 76-79, 82, 84, 86)

Tłumaczenie:
- Joanna Krejzler (odc. 1-6, 20-21, 24-25, 74, 80),
- Aleksandra Stankowska (odc. 7-12),
- Jan Chojnacki (odc. 13-19),
- Urszula Szafrańska (odc. 22-23),
- Joanna Kuryłko (odc. 26-34, 39-40, 50-54, 59-63, 67-70, 75, 81, 83, 85, 87-88),
- Marek Krejzler (odc. 35-38, 41-49, 55-58, 64-66, 71-73, 76-79, 82, 84, 86)

Kierownictwo produkcji: Agnieszka Kudelska

Udział wzięli:
- Robert Tondera – Lenny Bicknall
- Mateusz Narloch – Blane Whittaker
- Aleksandra Radwan – Rose Gupta
- Zuzanna Galia – Daisy Millar
- Wojciech Słupiński –
  - dyrektor Kenneth Flatley,
  - Dave (odc. 45),
  - Dwayne (odc. 47),
  - Nozzy (odc. 47),
  - Hamish (odc. 47),
  - Jeanette (odc. 47),
  - Walter Dainbridge (odc. 81)
- Lidia Sadowa – pani Helen Templeman
- Rafał Fudalej – Stewart Critchley
- Michał Głowacki – Julian Hamley / Fifty Pence
- Miłogost Reczek – Wielki Mistrz
- Karol Wróblewski –
  - Frank London,
  - oficer MI9 z lat 40. (odc. 81),
  - Biała Maska (odc. 84)
- Józef Pawłowski – Oscar Cole
- Aleksandra Kowalicka – Carrie Stewart
- Anna Ułas –
  - pani King,
  - Onyx (odc. 82)
- Agnieszka Kudelska –
  - Zara,
  - mama Robala (odc. 5),
  - chłopiec (odc. 17-18),
  - więźniarka (odc. 34),
  - prezenterka (odc. 38),
  - prezenterka (odc. 43),
  - DJ (odc. 66),
  - kobieta (odc. 66),
  - Olga (odc. 67),
  - Roona / Doreen Doidge (odc. 71),
  - komputer (odc. 72),
  - pielęgniarka (odc. 72),
  - Warden (odc. 75),
  - głos (odc. 79),
  - dziennikarka (odc. 79),
  - pogodynka (odc. 79),
  - Pani truposz (odc. 80),
  - kobieta (odc. 82),
  - dziewczyna 2 (odc. 83),
  - Matka (odc. 85),
  - dziewczyna (odc. 88)
- Andrzej Chudy –
  - premier (odc. 1, 5, 23, 34),
  - Abe Mason (odc. 11),
  - druid (odc. 48),
  - Edwin Grosse (odc. 65),
  - minister Hayden (odc. 84)
- Janusz Wituch –
  - napis (odc. 1-5, 7-15),
  - Roger Powel (odc. 3),
  - francuski minister obrony (odc. 9),
  - strażnik (odc. 15),
  - pan Bailey (odc. 18),
  - Borys Ryfield (odc. 21),
  - komputer (odc. 23),
  - agent Stark (odc. 37-38, 41-43, 46, 50-51, 53, 55-56, 58-60, 62)
- Mateusz Ceran –
  - chłopiec (odc. 1, 3, 12),
  - Giles (odc. 1),
  - chłopiec w tle (odc. 3),
  - Lu (odc. 10),
  - Lee (odc. 14)
- Tomasz Błasiak –
  - Dom (odc. 1),
  - ochroniarz A (odc. 4),
  - głos z komputera (odc. 5),
  - Silas Fenton (odc. 7, 30),
  - generał Scrap (odc. 9),
  - agent 1 (odc. 10),
  - Maksimus (odc. 14),
  - Gesungheit (odc. 17),
  - major Stevens (szef Ninja) (odc. 19),
  - Bruce Boardman (odc. 22),
  - legionista (odc. 48),
  - Charlton / Ośmiornica (odc. 49),
  - strażnik M.I.9 (odc. 54),
  - Hal McMasters (odc. 56),
  - gwary (odc. 63, 65-68, 70-71, 73, 79),
  - Derren Beige (odc. 78),
  - Wyżyna (odc. 80),
  - prezenter (odc. 85, 88),
  - robot (odc. 88)
- Jakub Molęda –
  - gwary (odc. 1-5, 7-16, 18-23),
  - Chad Turner (odc. 6),
  - Byron Ditchwater (odc. 63-68, 70-71, 73-74)
- Julia Chatys –
  - Zoe,
  - Kayleigh (odc. 1-9),
  - gwary (odc. 1-16, 18-23),
  - Irena Ryfield (odc. 21)
- Zbigniew Kozłowski –
  - gwary (odc. 1-5, 7-16, 18-23),
  - portier (odc. 23)
- Joanna Kwiatkowska-Zduń –
  - świnka morska (odc. 1),
  - Carla (odc. 10),
  - maszyna (odc. 27),
  - kobieta (odc. 30),
  - kobieta (odc. 34),
  - Venus (odc. 36),
  - Carlotta (odc. 79),
  - Zjawa (odc. 80),
  - reporterka (odc. 88)
- Bogusława Jantos –
  - gwary (odc. 1-16, 18-22),
  - Letitia (odc. 12-14, 16-20, 22-23)
- Bartosz Magdziarz –
  - gwary (odc. 1-5, 7-16, 18-23),
  - Garry (odc. 2),
  - ochroniarz C (odc. 4),
  - Kyle (odc. 5),
  - agent 0 (odc. 10)
- Tomasz Steciuk –
  - Tony Frisco (odc. 2),
  - generał Ryan Scarp (odc. 9),
  - Maximus Fiticus / Marcus Chisholm (odc. 14),
  - Gesundheit (odc. 17),
  - von Quark (Wielebny Nye) (odc. 23),
  - Jimmy Jubbly (odc. 68),
  - Mistrz Cienia (odc. 73),
  - gwary (odc. 69, 74-75),
  - facet (odc. 75)
- Leszek Zduń –
  - Darran (odc. 2),
  - ochroniarz B (odc. 4),
  - szef (odc. 5),
  - listonosz (odc. 10),
  - fotograf (odc. 11),
  - Allen (odc. 12),
  - napis (odc. 13, 17-22, 45-62),
  - Jerome (odc. 13),
  - gangster #2 (odc. 37),
  - prezenter z lat 50. (odc. 51),
  - Dan Reynolds (odc. 62),
  - lektor filmów dokumentalnych (odc. 80),
  - nauczyciel (odc. 81),
  - głos (odc. 86)
- Wojciech Chorąży –
  - pan Gupta (odc. 2, 9),
  - Luke Withers (odc. 25),
  - prezenter wiadomości (odc. 33),
  - Fit Jim (odc. 39)
- Julia Kołakowska-Bytner –
  - Sonya Frost (odc. 3),
  - Leah Retsam (odc. 11)
- Dorota Furtak –
  - Konnie (odc. 3),
  - Evie (odc. 13),
  - Violet (odc. 19),
  - Anita Blackwell (odc. 59),
  - Ricki (odc. 61),
  - dziewczyna 2 (odc. 63),
  - chór (odc. 66),
  - Becky (odc. 70),
  - dziewczyna (odc. 70, 73),
  - dziewczynka (odc. 71),
  - recepcjonistka (odc. 72)
- Adam Bauman –
  - Brent Gilbert (odc. 4),
  - brytyjski minister obrony (odc. 9),
  - pracownik (odc. 15),
  - O’Grady (odc. 17),
  - James Blonde (odc. 19),
  - dr Wallis (odc. 27),
  - gangster #1 (odc. 37),
  - naukowiec (odc. 37),
  - głos z ogłoszenia wyborczego Czaszki (odc. 50),
  - Bodleian / Bezprawie (odc. 52),
  - Orfalkold (odc. 61),
  - Czarny Czarnoksiężnik / William Todd-Williams (odc. 61)
- Maciej Falana –
  - Tom Tupper,
  - Robal (odc. 5, 19),
  - Billy Miauczuś (odc. 15),
  - Homey Apathy (odc. 24, 29-30, 33, 38, 41),
  - kolega Timothy’ego (odc. 46, 54, 57, 61-62),
  - Jack (odc. 81)
- Zuzanna Lipiec –
  - prof. Green (odc. 6),
  - Vanessa (odc. 8),
  - Wielka mistrzyni (odc. 38),
  - dziewczyna (odc. 41)
- Ewa Serwa – szefowa M.I.9 (odc. 7, 15, 25, 30, 33, 41-42, 62)
- Krzysztof Szczerbiński –
  - dr Grabworst (odc. 8),
  - komputer (odc. 9),
  - agent 2 (odc. 10),
  - Quentin Flake (odc. 12),
  - Steve (odc. 14),
  - robotnik montujący kamery (odc. 16),
  - ninja 2 (odc. 19),
  - James (odc. 20),
  - roślina (odc. 22),
  - dziennikarz (odc. 22, 35),
  - fotograf (odc. 23),
  - Benedict (odc. 26),
  - prezenter (odc. 27),
  - Butch (odc. 28),
  - listonosz (odc. 30),
  - komputer (odc. 30),
  - Andy (odc. 32),
  - prezenter (odc. 34),
  - agent (odc. 36-37),
  - agent Zee (odc. 42),
  - Pan Pizza (dostawca pizzy) (odc. 43),
  - głos komputera Zuckerów (odkurzaczy) (odc. 45),
  - Olaf Stein (odc. 46),
  - Basil Bush, pluszak z ogłoszenia wyborczego Czaszki (odc. 50),
  - bandzior (odc. 51, 53),
  - spiker radiowy (odc. 53),
  - komputer (odc. 55),
  - główny technik (odc. 57),
  - trener (odc. 59),
  - poplecznik 1 (odc. 66),
  - komputer (odc. 66),
  - Sebastian J. Wilberforce (odc. 69),
  - Bland (odc. 72),
  - strażnik 1 (odc. 73),
  - Nick Tesla (odc. 75),
  - bandzior 2 (odc. 75),
  - reporter (odc. 79, 84),
  - potwór z Melbourne (odc. 80),
  - Pierwszy Minister Zbrodni (odc. 81),
  - dostawca (odc. 82),
  - Zielony (odc. 82),
  - głos komputerowy (odc. 83),
  - Cash Cow (odc. 85),
  - roboty 1 i 3 (odc. 88)
- Anna Sroka – sierżant Rayner (odc. 9)
- Grzegorz Drojewski –
  - Dylan Tauser (odc. 9),
  - Lewis Chuckworth (odc. 15, 19)
- Jakub Szydłowski –
  - David DeHaverland (odc. 11),
  - Reginald Lacey / Mr. B (odc. 20)
- Dariusz Siastacz –
  - sir John St John St John (odc. 12),
  - strażnik (odc. 17),
  - reporter (odc. 17),
  - głos z komputera (odc. 18-19),
  - pan X (odc. 21)
- Waldemar Barwiński –
  - Lorenzo Ferrago (odc. 13, 30),
  - Ben Lacey (odc. 20),
  - Jeremy Vine (odc. 50),
  - pracownik Quilliana Pendriksa (odc. 60),
  - naukowiec (odc. 76),
  - naukowiec (odc. 81)
- Piotr Bajtlik –
  - Charlie Chuckworth (odc. 15),
  - Nigel (odc. 20),
  - Ashton, asystent Dr Carli Baxter (odc. 61),
  - komputer (odc. 62),
  - zbir (odc. 62),
  - Cuthbert Peabody (odc. 66),
  - Janus (odc. 67),
  - strażnik #2 (odc. 73)
- Izabela Dąbrowska –
  - Mary Taylor (Starsza siostra) (odc. 16),
  - głos królowej (odc. 20),
  - dziennikarka (odc. 22),
  - głos kobiety (odc. 23)
- Mieczysław Morański –
  - pan Bleaze (odc. 16),
  - James Brickman (odc. 22),
  - Linus Millar (odc. 23),
  - pan Richter (odc. 27),
  - Patrick Houston (odc. 36),
  - Steve Cobbs (odc. 58),
  - pan McNab (odc. 63-72, 74-75)
- Jolanta Wołłejko –
  - pani Hardy (odc. 16),
  - Beryl Bagshot (odc. 54),
  - staruszka (odc. 63),
  - Beryl (odc. 75)
- Elżbieta Jędrzejewska –
  - Nora Braithwaite (odc. 18),
  - Alannah Sucrose (odc. 33),
  - Linda Stoneaway (odc. 48),
  - Lady Blahga (odc. 57),
  - Jenny Lane/Minister Zbrodni (odc. 64-65, 68-70, 72, 74-76, 78, 81, 86-88)
- Ksawery Szlenkier – Greenfinger (odc. 22)
- Tomasz Robaczewski – Taybridge (odc. 23)
- Natalia Jankiewicz – Avril Franklin
- Karol Jankiewicz –
  - Donovan Butler,
  - Lloyd (strażnik biegacz) (odc. 83),
  - gwary (odc. 76-88)
- Ewa Jakubowicz –
  - Davina Berry (odc. 24-27, 29, 31, 33, 36, 38, 40, 42-43, 45-62),
  - gwary (odc. 24-32, 34-41, 44-60)
- Angelika Olszewska –
  - gwary (odc. 24-32, 34-41, 44-60, 63, 65-71, 73-75),
  - kobieta 2 (odc. 50),
  - dziewczyna 1 (odc. 59),
  - Jessica (odc. 59),
  - blondynka (odc. 63, 68),
  - recepcjonistka (odc. 66),
  - dziewczyna (odc. 67, 71),
  - Naomi (odc. 70, 74),
  - pielęgniarka 2 (odc. 72)
- Karol Osentowski –
  - Daniel Morgan,
  - gwary (odc. 24-32, 34-41, 44-60),
  - kumpel Scoopa (odc. 25, 52),
  - Raymond Stilt (odc. 33),
  - chłopak (odc. 59),
  - Billy (odc. 81)
- Michał Barczak – gwary (odc. 24-32, 34-41, 44)
- Jacek Kopczyński –
  - francuski dyplomata (odc. 24),
  - Colt Winchester (odc. 28),
  - agent Shaw (odc. 35),
  - agent Brown (odc. 43),
  - Edward Dixon Halliday (odc. 62),
  - Vincent (odc. 62),
  - Timosz (odc. 74)
- Mateusz Olszewski –
  - Kranky (odc. 24),
  - Joel (odc. 31)
- Marcin Rogacewicz –
  - reporter (odc. 24, 36),
  - Elmer (odc. 41)
- Bartosz Obuchowicz – Timothy (Scoop Doggy)
- Robert Czebotar –
  - Brian Gainsborough (odc. 24),
  - pan Smith (odc. 31),
  - Tommy Blumenheck (odc. 41),
  - Quillian Pendrix (odc. 60)
- Tomasz Jarosz –
  - Kreciątko (odc. 25),
  - żołnierz (odc. 30),
  - Thor (odc. 34),
  - agent M.I.9 (odc. 51),
  - agent Czaszki #1 (odc. 63)
- Czarek Kwieciński –
  - Agent 2 (odc. 26),
  - Ivor Luvabitz (odc. 29),
  - Cecil D. Miller (odc. 44),
  - agent Czaszki #2 (odc. 63),
  - Generał Grinder (odc. 69)
- Paweł Burczyk –
  - Agent 3 (odc. 26),
  - Walter (odc. 40)
- Magdalena Kizinkiewicz –
  - mama Oscara (odc. 26),
  - Agentka Dixon (odc. 42)
- Jacek Król –
  - Hector Swayne (odc. 26),
  - Agent X (odc. 26),
  - Per Trollberge (odc. 34)
- Julia Siechowicz –
  - Della / Agent X (odc. 26),
  - dziewczynka (odc. 49),
  - dziewczynka z filmu (odc. 67)
- Paweł Iwanicki –
  - fałszywy dr Wallis (odc. 27),
  - Georgi (odc. 32),
  - Lars Von Tripod (odc. 44)
- Grzegorz Pawlak –
  - profesor (odc. 28),
  - dr Vince (odc. 31),
  - Terry Zucker (odc. 45)
- Maciej Więckowski –
  - technik laboratoryjny (odc. 28),
  - Maurice Hutchinson (odc. 35, 38)
- Robert Latusek –
  - Jed (odc. 29),
  - mężczyzna (odc. 30),
  - mężczyzna (odc. 34),
  - urządzenie (odc. 34),
  - urzędnik (odc. 35),
  - komputer (odc. 36),
  - agent (odc. 36),
  - agent 1 (odc. 37),
  - głos urządzenia (odc. 41),
  - Agent Zed (odc. 42),
  - głos (odc. 43),
  - strażnik (odc. 44)
- Agata Gawrońska –
  - kobieta (odc. 31),
  - Andrea Ivanovic (odc. 43),
  - Sian Williams (odc. 50)
- Filip Kosior – Button (odc. 31)
- Katarzyna Owczarz –
  - Katrina Houseman (odc. 32),
  - urzędniczka (odc. 35),
  - Sydney Barbour (odc. 44),
  - Paloma (odc. 59),
  - Dr Carla Baxter (odc. 61),
  - reporterka (odc. 68-69)
- Magdalena Krylik –
  - Fleur Forna (odc. 33),
  - Brie (odc. 41),
  - Amber Bayes (odc. 57),
  - agentka Walker (odc. 77),
  - Vivian Glitch (odc. 82)
- Magdalena Kusy –
  - Lena Larsson (odc. 34),
  - Melissa Albright (odc. 63-74)
- Włodzimierz Press –
  - profesor Quakermass (odc. 39),
  - Harry Fulson (odc. 54),
  - Carruthers (odc. 65),
  - Dr Steinberg (odc. 75)
- Jerzy Dominik –
  - psychiatra Sigmund (odc. 40),
  - farmer (odc. 42),
  - pan Pronting (odc. 47),
  - głos z łodzi podwodnej (odc. 49),
  - Egor (odc. 53),
  - Mastermind (odc. 63-65, 70, 74-75),
  - Herbert Tesla (odc. 75)
- Miriam Aleksandrowicz –
  - pani Nolan (odc. 41),
  - Patsy Stooge (odc. 52),
  - Vera (odc. 54),
  - staruszka (odc. 79)
- Sebastian Perdek –
  - gwary (odc. 45-60),
  - zbir 3 (odc. 63),
  - Roly (odc. 64-71),
  - Ronald (odc. 76-86)
- Marta Kondraciuk –
  - Hannah (odc. 46),
  - Sarah (odc. 60)
- Michał Konarski –
  - Abergavenny (odc. 48),
  - kurator (odc. 56),
  - Głos Wasp (odc. 57),
  - tajemniczy głos (odc. 77),
  - Von Hades (odc. 80),
  - komputer (odc. 82)
- Andrzej Deskur –
  - Toby (odc. 48),
  - premier (odc. 50),
  - Poopsberry (odc. 53)
- Jarosław Domin –
  - prowadzący (odc. 50),
  - Igor (odc. 53),
  - poplecznik 1 (odc. 59),
  - zbir 1 (odc. 59),
  - Bobby Bleach (odc. 70),
  - George Bland (odc. 72),
  - strażnik #1 (odc. 73)
- Paweł Galia –
  - staruszek (odc. 50),
  - George (odc. 54),
  - Filip Blahga (odc. 57),
  - Bodger (odc. 65),
  - minister bezpieczeństwa (odc. 66)
- Robert Majewski –
  - Andy (odc. 50),
  - Theo (odc. 52),
  - Van Tonny (odc. 53),
  - strażnik (odc. 56),
  - technik (odc. 57)
- Barbara Zielińska –
  - Hilda (odc. 54),
  - Margery / Jemima Thursday (odc. 69),
  - Arme Connerssen (odc. 73)
- Joanna Pach –
  - niebieski ninja (odc. 55),
  - Agentka Suki (odc. 59),
  - Alenka (odc. 60),
  - Harriet (odc. 61),
  - Mandy Pluckley (odc. 86)
- Przemysław Stippa –
  - Vinnie (odc. 56),
  - Thomas (odc. 61),
  - komentator w Grach cienia (odc. 80)
- Agnieszka Kunikowska –
  - Margaret Fontana (odc. 58),
  - Stella Knight (odc. 63-64, 66-70, 72-75, 77-80, 82-84, 86-88)
- Magdalena Wasylik –
  - Aneisha Jones,
  - Emily (odc. 81)
- Maksymilian Michasiów –
  - agent Czaszki 1 (odc. 63),
  - agent (odc. 64),
  - kumpel 1 (odc. 65),
  - chłopak (odc. 68, 70),
  - napis (odc. 73),
  - Nikolas (odc. 74),
  - bandzior X (odc. 75)
- Jagoda Stach –
  - Libi (odc. 76),
  - Cyber dziewczyna (odc. 83),
  - gwary (odc. 63, 65-71, 73-88)
- Wojciech Stolorz – gwary (odc. 63, 65-71, 73-75)
- Adam Krylik – Calvin Lame (odc. 66)
- Agata Pruchniewska –
  - komputer (odc. 71),
  - Retentieve (odc. 72)
- Bożena Furczyk –
  - Hyperia (odc. 72),
  - komputer (odc. 72),
  - Kloe (odc. 74)
- Julia Kunikowska – Keri
- Andrzej Blumenfeld –
  - Mastermind (odc. 76, 87-88),
  - Maszyna (odc. 76)
- Krzysztof Szczepaniak – Preston (odc. 76-81, 83, 85-88)
- Julia Hertmanowska – Lady J (odc. 76-88)
- Bartłomiej Gola – gwary (odc. 76-88)
- Natalia Leszczyńska –
  - Sky (odc. 83),
  - gwary (odc. 76-88)
- Stefan Knothe –
  - pan Monoblot (odc. 79),
  - Edward Lambsbottom (odc. 87)
- Wojciech Majchrzak – Premier (odc. 79, 86, 88)
- Robert Jarociński – Czarny Czarnoksiężnik (odc. 82)
- Marcin Czarnik – Hamish (odc. 84-88)
- Cezary Nowak – Mike Stern (odc. 84, 87-88)
- Janusz Zadura – Ron Scraper (odc. 85)

Tekst autorstwa H.W. Longfellowa: w przekładzie Zofii Chądzyńskiej (odc. 67)

Akt II, scena 2: w przekładzie Józefa Paszkowskiego (odc. 67)

Teksty piosenek: Marek Krejzler (odc. 2, 63-67, 71, 73-74)

Śpiewali:
- Aleksandra Radwan (odc. 2)
- Leszek Zduń (odc. 2)
- Piotr Bajtlik (odc. 2, 67)
- Jakub Molęda (odc. 63-66, 71, 73-74)
- Wojciech Słupiński (odc. 65)
- Karol Wróblewski (odc. 66)
- Adam Krylik (odc. 66)

Lektor: Leszek Zduń

## Odcinki
- W Polsce serial emitowany w:
  - Cartoon Network –
    - I seria (odcinki 1-10) – 7 kwietnia 2009 roku,
    - II seria (odcinki 11-23) – 1 września 2009 roku,
    - III seria (odcinki 24-36), IV seria (odcinki 37-49), V seria (odcinki 50-62), VI seria (odcinki 63-75) i VII seria (odcinki 76-88) – nieemitowane;

  - oraz teleTOON+ –
    - I seria (odcinki 1-10) – 5 maja 2014 roku,
    - II seria (odcinki 11-23) – 15 maja 2014 roku,
    - III seria (odcinki 24-36) – 17 listopada 2014 roku,
    - IV seria (odcinki 37-49) – 30 listopada 2014 roku,
    - V seria (odcinki 50-62) – 7 stycznia 2015 roku,
    - VI seria (odcinki 63-75) – 20 stycznia 2015 roku,
    - VII seria (odcinki 76-88) – 7 czerwca 2015 roku.

### Spis odcinków
| Premiera (Cartoon Network) | Premiera (teleTOON+) | N/o | Polski tytuł (Cartoon Network) | Polski tytuł (teleTOON+)             | Angielski tytuł                 |
| -------------------------- | -------------------- | --- | ------------------------------ | ------------------------------------ | ------------------------------- |
|                            |                      |     |                                |                                      |                                 |
| SERIA PIERWSZA             |                      |     |                                |                                      |                                 |
|                            |                      |     |                                |                                      |                                 |
| 07.04.2009                 | 05.05.2014           | 01  | Złowrogi premier               | Era złego premiera                   | The Sinister Prime Minister     |
|                            |                      |     |                                |                                      |                                 |
| 08.04.2009                 | 10.05.2014           | 02  | Zapatrzeni w gwiazdy           | Wpatrzeni w gwiazdy                  | Eyes on their Stars             |
|                            |                      |     |                                |                                      |                                 |
| 14.04.2009                 | 07.05.2014           | 03  | Wielki chłód                   | Wielki mróz                          | The Big Freeze                  |
|                            |                      |     |                                |                                      |                                 |
| 15.04.2009                 | 08.05.2014           | 04  | Złodziej prądu                 | Złodziej prądu                       | The Power Thief                 |
|                            |                      |     |                                |                                      |                                 |
| 21.04.2009                 | 09.05.2014           | 05  | Świr komputerowy               | Maniak komputerowy                   | Nerd Alert                      |
|                            |                      |     |                                |                                      |                                 |
| 22.04.2009                 | 10.05.2014           | 06  | Super Blane                    | Super Blane                          | Super Blane                     |
|                            |                      |     |                                |                                      |                                 |
| 28.04.2009                 | 11.05.2014           | 07  | (Szpiegowskie zwierzęta)       | Szpiegowskie zwierzaki               | Spy Animals                     |
|                            |                      |     |                                |                                      |                                 |
| 29.04.2009                 | 06.05.2014           | 08  | Wiecznie młodzi                | Na zawsze młodzi                     | Forever Young                   |
|                            |                      |     |                                |                                      |                                 |
| 10.05.2009                 | 13.05.2014           | 09  | Zadyma z guzikiem              | Afera z czerwonym guzikiem           | Red Button Rampage              |
|                            |                      |     |                                |                                      |                                 |
| 10.05.2009                 | 14.05.2014           | 10  | Ścigany                        | Ścigany                              | The Fugitive                    |
|                            |                      |     |                                |                                      |                                 |
| SERIA DRUGA                |                      |     |                                |                                      |                                 |
|                            |                      |     |                                |                                      |                                 |
| 01.09.2009                 | 15.05.2014           | 11  | (Czas na magię)                | Szczypta magii                       | It’s a Kind of Magic            |
|                            |                      |     |                                |                                      |                                 |
| 02.09.2009                 | 16.05.2014           | 12  | Mów mi Al                      | Mów mi Al                            | You Can Call Me Al              |
|                            |                      |     |                                |                                      |                                 |
| 03.09.2009                 | 17.05.2014           | 13  | Moda na zło                    | Moda na zło                          | Evil by Design                  |
|                            |                      |     |                                |                                      |                                 |
| 04.09.2009                 | 18.05.2014           | 14  | Grunt to sport                 | Złota forma                          | Fit Up                          |
|                            |                      |     |                                |                                      |                                 |
| 07.09.2009                 | 19.05.2014           | 15  | Twarzą w twarz                 | Bez twarzy                           | Face Off                        |
|                            |                      |     |                                |                                      |                                 |
| 08.09.2009                 | 20.05.2014           | 16  | Wielka siostra                 | Starsza siostra                      | Big Sister                      |
|                            |                      |     |                                |                                      |                                 |
| 09.09.2009                 | 21.05.2014           | 17  | Katarowa wojna                 | Epidemia                             | The Cold War                    |
|                            |                      |     |                                |                                      |                                 |
| 10.09.2009                 | 22.05.2014           | 18  | Nano weszki                    | Nano wszy                            | Nano Nits                       |
|                            |                      |     |                                |                                      |                                 |
| 11.09.2009                 | 23.05.2014           | 19  | Inni                           | Inni                                 | The Others                      |
|                            |                      |     |                                |                                      |                                 |
| 14.09.2009                 | 24.05.2014           | 20  | Wielki błysk                   | Wielki błysk                         | The Big Bling                   |
|                            |                      |     |                                |                                      |                                 |
| 15.09.2009                 | 25.05.2014           | 21  | Szpiegolot                     | Szpiegolot                           | Spy Plane                       |
|                            |                      |     |                                |                                      |                                 |
| 16.09.2009                 | 26.05.2014           | 22  | Liścioręki                     | Greenfinger                          | Greenfinger                     |
|                            |                      |     |                                |                                      |                                 |
| 17.09.2009                 | 27.05.2014           | 23  | Atak asteroidy                 | Atak asteroidy                       | Asteroid Attack                 |
|                            |                      |     |                                |                                      |                                 |
| SERIA TRZECIA              |                      |     |                                |                                      |                                 |
|                            |                      |     |                                |                                      |                                 |
|                            | 17.11.2014           | 24  |                                | Sztuka atakuje                       | Art Attacks                     |
|                            |                      |     |                                |                                      |                                 |
|                            | 18.11.2014           | 25  |                                | Kreciątko                            | The Mole                        |
|                            |                      |     |                                |                                      |                                 |
|                            | 19.11.2014           | 26  |                                | Agent X                              | Agent X                         |
|                            |                      |     |                                |                                      |                                 |
|                            | 20.11.2014           | 27  |                                | Maszyna przemiany umysłu             | Mind Machine                    |
|                            |                      |     |                                |                                      |                                 |
|                            | 21.11.2014           | 28  |                                | Gwiazda ciemności                    | Dark Star                       |
|                            |                      |     |                                |                                      |                                 |
|                            | 22.11.2014           | 29  |                                | Komu wursta                          | Fit to Wurst                    |
|                            |                      |     |                                |                                      |                                 |
|                            | 23.11.2014           | 30  |                                | Nowy Wielki Mistrz                   | The New Grand Master            |
|                            |                      |     |                                |                                      |                                 |
|                            | 24.11.2014           | 31  |                                | Zbiornik myśli                       | Think Tank                      |
|                            |                      |     |                                |                                      |                                 |
|                            | 25.11.2014           | 32  |                                | Drzewo genealogiczne                 | Family Tree                     |
|                            |                      |     |                                |                                      |                                 |
|                            | 26.11.2014           | 33  |                                | Rękawica                             | The Glove                       |
|                            |                      |     |                                |                                      |                                 |
|                            | 27.11.2014           | 34  |                                | Wizyta                               | The Visit                       |
|                            |                      |     |                                |                                      |                                 |
|                            | 28.11.2014           | 35  |                                | Operacja Kicuś                       | Operation Flopsy                |
|                            |                      |     |                                |                                      |                                 |
|                            | 29.11.2014           | 36  |                                | Zdobywca księżyca                    | Moontaker                       |
|                            |                      |     |                                |                                      |                                 |
| SERIA CZWARTA              |                      |     |                                |                                      |                                 |
|                            |                      |     |                                |                                      |                                 |
|                            | 30.11.2014           | 37  |                                | Biegnij Carrie biegnij               | Run Carrie Run                  |
|                            |                      |     |                                |                                      |                                 |
|                            | 01.12.2014           | 38  |                                | Szepczący do królika                 | The Bunny Whisperer             |
|                            |                      |     |                                |                                      |                                 |
|                            | 02.12.2014           | 39  |                                | Trzęsienie ziemi                     | Quakermass                      |
|                            |                      |     |                                |                                      |                                 |
|                            | 03.12.2014           | 40  |                                | Pani King z licencją na szpiegowanie | Mrs. King: License To Spy       |
|                            |                      |     |                                |                                      |                                 |
|                            | 04.12.2014           | 41  |                                | Nie czas na gotowanie                | Don’t Cook Now                  |
|                            |                      |     |                                |                                      |                                 |
|                            | 05.12.2014           | 42  |                                | Powrót mamy                          | Return of the Mummy             |
|                            |                      |     |                                |                                      |                                 |
|                            | 06.12.2014           | 43  |                                | Sobowtóry                            | Doppelgängers                   |
|                            |                      |     |                                |                                      |                                 |
|                            | 07.12.2014           | 44  |                                | Film o tajnych agentach              | High School Spy Movie           |
|                            |                      |     |                                |                                      |                                 |
|                            | 08.12.2014           | 45  |                                | Czarna dziura                        | Black Hole                      |
|                            |                      |     |                                |                                      |                                 |
|                            | 09.12.2014           | 46  |                                | Troje szpiegów i dziecko             | Three Spies and a Baby          |
|                            |                      |     |                                |                                      |                                 |
|                            | 10.12.2014           | 47  |                                | Pan Flatley milionerem               | Millionaire Flatley             |
|                            |                      |     |                                |                                      |                                 |
|                            | 11.12.2014           | 48  |                                | Szkolne wykopaliska                  | SKULdiggery                     |
|                            |                      |     |                                |                                      |                                 |
|                            | 12.12.2014           | 49  |                                | Ośmiornica                           | The Octopus                     |
|                            |                      |     |                                |                                      |                                 |
| SERIA PIĄTA                |                      |     |                                |                                      |                                 |
|                            |                      |     |                                |                                      |                                 |
|                            | 07.01.2015           | 50  |                                | Głosuj na Czaszkę                    | Vote SKUL                       |
|                            |                      |     |                                |                                      |                                 |
|                            | 08.01.2015           | 51  |                                | Drużyna B                            | The B Team                      |
|                            |                      |     |                                |                                      |                                 |
|                            | 09.01.2015           | 52  |                                | Duch                                 | Ghosts                          |
|                            |                      |     |                                |                                      |                                 |
|                            | 10.01.2015           | 53  |                                | Całkowite zaćmienie                  | Total Eclipse                   |
|                            |                      |     |                                |                                      |                                 |
|                            | 11.01.2015           | 54  |                                | Babcia Mistrz                        | The Gran Master                 |
|                            |                      |     |                                |                                      |                                 |
|                            | 12.01.2015           | 55  |                                | Pacjent                              | The Patient                     |
|                            |                      |     |                                |                                      |                                 |
|                            | 13.01.2015           | 56  |                                | Kryształ świętej Heleny              | The Crystal of St Helena        |
|                            |                      |     |                                |                                      |                                 |
|                            | 14.01.2015           | 57  |                                | Żądło                                | The Wasp                        |
|                            |                      |     |                                |                                      |                                 |
|                            | 15.01.2015           | 58  |                                | Elliot despota                       | „Bully Elliot”                  |
|                            |                      |     |                                |                                      |                                 |
|                            | 16.01.2015           | 59  |                                | Szkolne czasy Tima Browna            | Tim Brown’s S.K.U.L. Days       |
|                            |                      |     |                                |                                      |                                 |
|                            | 17.01.2015           | 60  |                                | Łamigłówka                           | The First to Crack              |
|                            |                      |     |                                |                                      |                                 |
|                            | 18.01.2015           | 61  |                                | Dzień kurtki                         | Day of the Jacket               |
|                            |                      |     |                                |                                      |                                 |
|                            | 19.01.2015           | 62  |                                | Zaginiony bohater                    | The Lost Hero                   |
|                            |                      |     |                                |                                      |                                 |
| SERIA SZÓSTA               |                      |     |                                |                                      |                                 |
|                            |                      |     |                                |                                      |                                 |
|                            | 20.01.2015           | 63  |                                | Upadek Czaszki                       | The Fall of SKUL                |
|                            |                      |     |                                |                                      |                                 |
|                            | 21.01.2015           | 64  |                                | Korpus trojański                     | Trojan KORPS                    |
|                            |                      |     |                                |                                      |                                 |
|                            | 22.01.2015           | 65  |                                | Potyczka z Grossem                   | Grosse Encounters               |
|                            |                      |     |                                |                                      |                                 |
|                            | 29.01.2015           | 66  |                                | Oblicze zemsty                       | The Face of Revenge             |
|                            |                      |     |                                |                                      |                                 |
|                            | 23.01.2015           | 67  |                                | Niesamowita misja                    | Mission: Incredible             |
|                            |                      |     |                                |                                      |                                 |
|                            | 24.01.2015           | 68  |                                | Rój                                  | The Hive                        |
|                            |                      |     |                                |                                      |                                 |
|                            | 25.01.2015           | 69  |                                | Stara szkoła                         | Old School                      |
|                            |                      |     |                                |                                      |                                 |
|                            | 26.01.2015           | 70  |                                | Władca zarazków                      | The Germinator                  |
|                            |                      |     |                                |                                      |                                 |
|                            | 27.01.2015           | 71  |                                | Czarny Czarnoksiężnik                | The Dark Wizard                 |
|                            |                      |     |                                |                                      |                                 |
|                            | 28.01.2015           | 72  |                                | Lot nad papuzim gniazdem             | One Flew Over the Budgie’s Cage |
|                            |                      |     |                                |                                      |                                 |
|                            | 30.01.2015           | 73  |                                | Ucieczka z więzienia                 | Prison Break                    |
|                            |                      |     |                                |                                      |                                 |
|                            | 31.01.2015           | 74  |                                | Spuścizna                            | Inheritance                     |
|                            |                      |     |                                |                                      |                                 |
|                            | 01.02.2015           | 75  |                                | Ostateczna rozgrywka                 | The Final Endgame               |
|                            |                      |     |                                |                                      |                                 |
| SERIA SIÓDMA               |                      |     |                                |                                      |                                 |
|                            |                      |     |                                |                                      |                                 |
|                            | 07.06.2015           | 76  |                                | Labirynt                             | The Mayze                       |
|                            |                      |     |                                |                                      |                                 |
|                            | 07.06.2015           | 77  |                                | Frankenstein                         | Frankenstein                    |
|                            |                      |     |                                |                                      |                                 |
|                            | 14.06.2015           | 78  |                                | Mężczyzna, który rysował przyszłość  | The Man Who Drew Tomorrow       |
|                            |                      |     |                                |                                      |                                 |
|                            | 14.06.2015           | 79  |                                | Słodka zemsta                        | Revenge is Sweet                |
|                            |                      |     |                                |                                      |                                 |
|                            | 20.06.2015           | 80  |                                | Gry cienia                           | The Shadow Games                |
|                            |                      |     |                                |                                      |                                 |
|                            | 20.06.2015           | 81  |                                | Początek                             | The Beginning                   |
|                            |                      |     |                                |                                      |                                 |
|                            | 21.06.2015           | 82  |                                | Powrót Czarnego Czarnoksiężnika      | Return of the Dark Wizard       |
|                            |                      |     |                                |                                      |                                 |
|                            | 21.06.2015           | 83  |                                | Biegacz                              | Free Runner                     |
|                            |                      |     |                                |                                      |                                 |
|                            | 27.06.2015           | 84  |                                | Liga Mata Hari                       | The League of Mata Hari         |
|                            |                      |     |                                |                                      |                                 |
|                            | 27.06.2015           | 85  |                                | Ludzie reklamy                       | Sad Men                         |
|                            |                      |     |                                |                                      |                                 |
|                            | 28.06.2015           | 86  |                                | Badanie problemów                    | The Problem Probe               |
|                            |                      |     |                                |                                      |                                 |
|                            | 28.06.2015           | 87  |                                | Musimy porozmawiać o Korteksie       | We Need to Talk About KORTEX    |
|                            |                      |     |                                |                                      |                                 |
|                            | 04.07.2015           | 88  |                                | Ostatnie starcie                     | The Last Stand                  |
|                            |                      |     |                                |                                      |                                 |

## Rebranding
Seria 1 zdobyła przychylność widzów jak i krytyków. Obsada aktorska z 1 serii pojawiła się również w 2 serii, lecz w 3 serii, dużo postaci odeszło i zostały zastąpione nowymi między innymi aktorzy grający Blane’a, Daisy, Stewarta oraz panią Tempelman. W rezultacie – Richard Mark Elson nazwał to rebrandingiem. Pod koniec 5 serii nastąpiła kolejna zmiana w obsadzie, oraz serial zmienił swój gatunek na bardziej familijny.